# 全国高等学校野球選手権宮崎大会
全国高等学校野球選手権宮崎大会（ぜんこくこうとうがっこうやきゅうせんしゅけんみやざきたいかい）は、宮崎県で開催されている全国高等学校野球選手権大会（夏の甲子園）の地方大会。

## 前史
宮崎県勢は1915年（第1回）・1916年（第2回）、1918年（第4回）から1920年（第6回）まで、1922年（第8回）から1927年（第13回）までと11回の不参加がある。
地方大会も中止となった1941年（第27回）および一府県一代表が認められた1958年（第40回）・1963年（第45回）・1968年（第50回）・1973年（第55回）を除いて、1974年（第56回）まで全国大会出場を懸けて他県勢と戦った。
| 年度                                | 参加県                                     |
| ----------------------------------- | ------------------------------------------ |
| 九州大会                            |                                            |
| 1917年（第3回）                     | 福岡・長崎・宮崎                           |
| 1921年（第7回）                     | 福岡・佐賀・長崎・熊本・大分・宮崎・鹿児島 |
| 南九州大会                          |                                            |
| 1928年（第14回）                    | 熊本・宮崎・鹿児島・沖縄                   |
| 1929年（第15回）                    | 熊本・宮崎・鹿児島                         |
| 1930年（第16回） - 1940年（第26回） | 熊本・大分・宮崎・鹿児島・沖縄             |
| 1946年（第28回） - 1947年（第29回） | 熊本・大分・宮崎・鹿児島                   |
| 東九州大会                          |                                            |
| 1948年（第30回） - 1951年（第33回） | 大分・宮崎・鹿児島                         |
| 1952年（第34回） - 1957年（第39回） | 大分・宮崎・鹿児島・沖縄                   |
| 南九州大会                          |                                            |
| 1959年（第41回）                    | 宮崎・鹿児島・沖縄                         |
| 1960年（第42回） - 1962年（第44回） | 宮崎・沖縄                                 |
| 1964年（第46回） - 1967年（第49回） | 宮崎・沖縄                                 |
| 1959年（第51回） - 1972年（第54回） | 宮崎・沖縄                                 |
| 1974年（第56回）                    | 宮崎・沖縄                                 |

1954年（第36回）の東九州大会で高鍋が初優勝、47都道府県で46番目に全国大会初出場を果たした。

## 概要
宮崎代表は他県と比べて連続出場が非常に少なく、1963年と1964年に出場した宮崎商以降、2024年と2025年に宮崎商が達成するまで単独の県大会になってからは連続出場校が出ていなかった。（春を含めても1963年と1964年の日南、1965年と1966年の高鍋の3校しかない。）

## 使用される球場

### 現在
- 宮崎県総合運動公園硬式野球場（サンマリンスタジアム宮崎）
- 宮崎市生目の杜運動公園野球場（アイビースタジアム）
- 宮崎市清武総合運動公園第1野球場（SOKKENスタジアム、2015年の3回戦2試合で使用。2016年・2018年・2019年は1・2回戦で使用）

2015年のSOKKENスタジアムは雨による延期でアイビースタジアムが使えなくなったために代替。

### 過去
- 宮崎県営野球場
- 宮崎市営野球場（現：宮崎県総合運動公園第二硬式野球場）

※2010年は口蹄疫被害拡大を防止するため、準々決勝までは一般観客は立ち入り禁止とする事実上の「無観客試合」となった。ただし、出場選手の保護者・親族については入場が認められていた。また開会式については前年度優勝校からの優勝旗返還など、極簡易的なものとした。
口蹄疫の発生区域に至近であったアイビースタジアムは使用できず、代替地として県総合運動公園第二硬式野球場（ひむかスタジアム）が使用された。
しかし、口蹄疫被害が縮小傾向にあることを踏まえ、宮崎県が非常事態宣言を解除したことから準決勝・決勝は一般市民や出場者以外の生徒・保護者の見学・入場も可能になった。

## 大会結果
| 年度（大会）          | 優勝校       | 決勝スコア | 準優勝校     |
| --------------------- | ------------ | ---------- | ------------ |
| 1958年（第40回大会）  | 大淀         | 5 - 1      | 宮崎商       |
| 1963年（第45回大会）  | 宮崎商       | 4 - 3      | 高鍋         |
| 1968年（第50回大会）  | 延岡商       | 5 - 2      | 日南工       |
| 1973年（第55回大会）  | 高鍋         | 8 - 0      | 都城         |
| 1975年（第57回大会）  | 日南         | 4 - 3      | 宮崎商       |
| 1976年（第58回大会）  | 福島         | 2 - 0      | 日南         |
| 1977年（第59回大会）  | 都城         | 2 - 0      | 延岡学園     |
| 1978年（第60回大会）  | 延岡学園     | 2 - 1      | 高鍋         |
| 1979年（第61回大会）  | 都城         | 8 - 2      | 日向学院     |
| 1980年（第62回大会）  | 日向学院     | 4 - 3      | 延岡         |
| 1981年（第63回大会）  | 都城商       | 2 - 0      | 都城工       |
| 1982年（第64回大会）  | 都城         | 2 - 0      | 延岡西       |
| 1983年（第65回大会）  | 高鍋         | 7 - 2      | 延岡工       |
| 1984年（第66回大会）  | 都城         | 1 - 0      | 高鍋         |
| 1985年（第67回大会）  | 延岡商       | 3 - 2      | 日南         |
| 1986年（第68回大会）  | 日南         | 2 - 0      | 宮崎商       |
| 1987年（第69回大会）  | 延岡工       | 9 - 5      | 日章学園     |
| 1988年（第70回大会）  | 宮崎南       | 8 - 1      | 都城         |
| 1989年（第71回大会）  | 日向         | 15 - 3     | 日章学園     |
| 1990年（第72回大会）  | 都城         | 7 - 2      | 延岡学園     |
| 1991年（第73回大会）  | 延岡学園     | 5 - 4      | 日向         |
| 1992年（第74回大会）  | 延岡工       | 5 - 4      | 都城         |
| 1993年（第75回大会）  | 小林西       | 7 - 5      | 都城         |
| 1994年（第76回大会）  | 延岡学園     | 7 - 6      | 都城         |
| 1995年（第77回大会）  | 日南学園     | 4 - 2      | 宮崎商       |
| 1996年（第78回大会）  | 都城         | 12 - 4     | 宮崎商       |
| 1997年（第79回大会）  | 宮崎日大     | 6 - 5      | 高鍋         |
| 1998年（第80回大会）  | 日南学園     | 9 - 5      | 宮崎第一     |
| 1999年（第81回大会）  | 都城         | 15 - 2     | 小林西       |
| 2000年（第82回大会）  | 延岡学園     | 5 - 2      | 宮崎日大     |
| 2001年（第83回大会）  | 日南学園     | 8 - 3      | 宮崎日大     |
| 2002年（第84回大会）  | 日章学園     | 8 - 2      | 延岡工       |
| 2003年（第85回大会）  | 日南学園     | 7 - 5      | 都城商       |
| 2004年（第86回大会）  | 佐土原       | 3 - 2      | 日南学園     |
| 2005年（第87回大会）  | 聖心ウルスラ | 4 - 0      | 宮崎北       |
| 2006年（第88回大会）  | 延岡学園     | 9 - 1      | 宮崎日大     |
| 2007年（第89回大会）  | 日南学園     | 6 - 4      | 都城商       |
| 2008年（第90回大会）  | 宮崎商       | 2 - 1      | 日南学園     |
| 2009年（第91回大会）  | 都城商       | 5 - 1      | 宮崎商       |
| 2010年（第92回大会）  | 延岡学園     | 6 - 2      | 宮崎第一     |
| 2011年（第93回大会）  | 日南学園     | 4 - 3      | 延岡学園     |
| 2012年（第94回大会）  | 宮崎工       | 5 - 4      | 聖心ウルスラ |
| 2013年（第95回大会）  | 延岡学園     | 7 - 6      | 聖心ウルスラ |
| 2014年（第96回大会）  | 日南学園     | 2 - 0      | 日章学園     |
| 2015年（第97回大会）  | 宮崎日大     | 13 - 0     | 宮崎学園     |
| 2016年（第98回大会）  | 日南学園     | 5 - 1      | 宮崎商       |
| 2017年（第99回大会）  | 聖心ウルスラ | 7 - 2      | 日向学院     |
| 2018年（第100回大会） | 日南学園     | 11 - 8     | 日章学園     |
| 2019年（第101回大会） | 富島         | 4 - 0      | 小林西       |
| 2020年（独自大会）    | 宮崎日大     | 12 - 2     | 宮崎学園     |
| 2021年（第103回大会） | 宮崎商       | 4 - 0      | 延岡学園     |
| 2022年（第104回大会） | 富島         | 2 - 0      | 宮崎西       |
| 2023年（第105回大会） | 宮崎学園     | 1x - 0     | 聖心ウルスラ |
| 2024年（第106回大会） | 宮崎商       | 4 - 3      | 富島         |
| 2025年（第107回大会） | 宮崎商       | 4 - 3      | 日南学園     |

## 放送体制
- NHK宮崎放送局（ラジオ：準決勝以降、2018年までは3回戦以降 。テレビ：準決勝以降。2021年は東京オリンピック中継の期間中でラジオのみFMで中継した）
- MRT宮崎放送（テレビ：決勝のみ）

MRTは11時台後半から13時台までTBS系列の番組をネットする関係で、試合を全編中継出来ない。スカイ・エーでは後日に全編録画中継をしていた（2012年まで）。2010年は無観客試合となった対策として、ダイジェスト版を深夜に放送した。
- ケーブルメディアワイワイ・宮崎ケーブルテレビ・BTVの3社でつくる宮崎県CATV高校野球中継実行委員会と宮崎放送が共同制作しケーブルテレビで放送、サンマリンスタジアム宮崎で開催される1回戦から準々決勝までの全試合を生中継する（2009年から、2009年は3回戦まで、BTVは2010年から2024年まで参加、2016年の宮崎ケーブルテレビ・BTVは3回戦まで）[5]。ハイビジョン制作であり全社のチャンネルでハイビジョン放送される。2016年はSOKKENスタジアムで行われる試合も生中継する[6]。2017年はサンマリンスタジアム宮崎とアイビースタジアムの試合を生中継する。2023年はバーチャル高校野球でも1回戦から配信。